# Coro alto

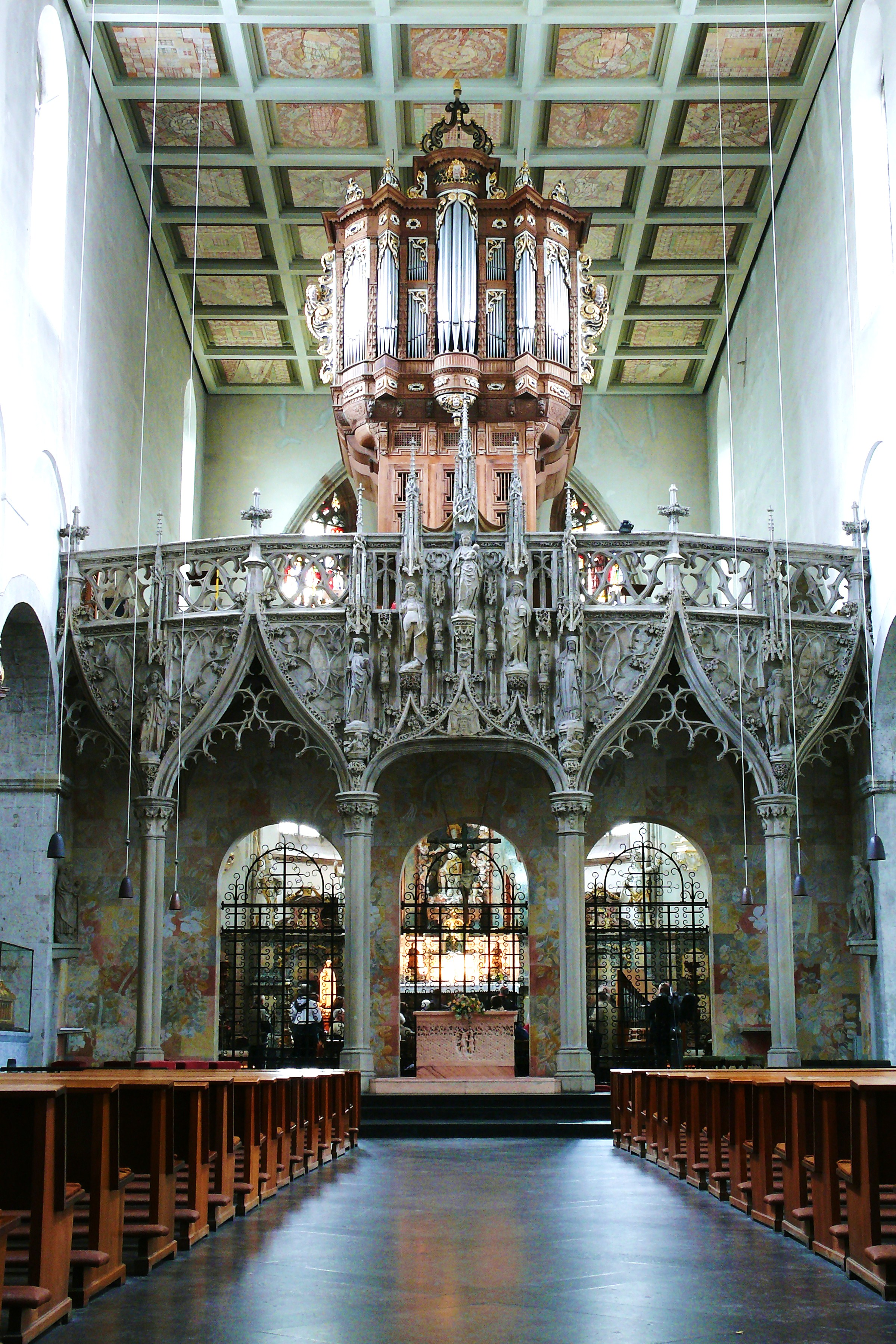
Coro alto gótico en San Pantaleón de Colonia.

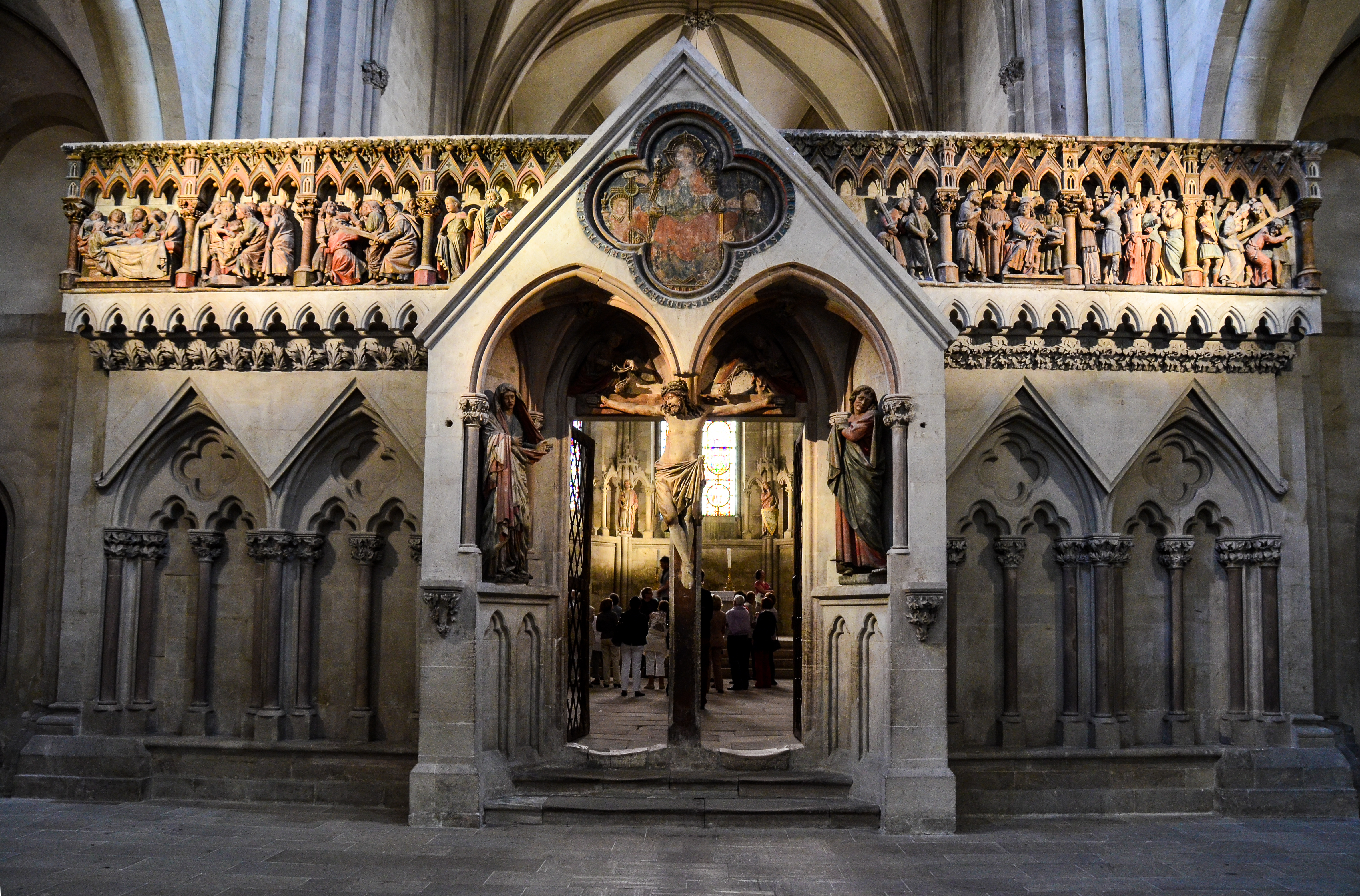
Coro alto occidental de la Catedral de Naumburgo.

Coro alto (también conocido por el galicismo jubé) es una estructura de piedra o madera que, en catedrales, colegiatas e iglesias monásticas, separaba el presbiterio (el espacio destinado al colegio de sacerdotes o monjes) del resto de la iglesia (destinada a los laicos). Ante el coro se disponía un "altar de la cruz" o "del pueblo" (Kreuzaltar, Volksaltar). Detrás del coro alto se disponía el coro propiamente dicho, con la sillería de coro donde se sentaban los clérigos. Frente al coro se levantaba el altar mayor, habitualmente en el ábside.
El coro alto proviene de la evolución del mueble coral paleocristiano. Se desarrolló en el románico tardío y tuvo su punto álgido en el gótico. En su función de lectura será reemplazado por el púlpito.
La decoración del coro alto, por lo general muy elaborada, a base de relieves o tallas de bulto redondo y todo tipo de tracerías, solía representar la Pasión de Cristo.

## Función
En la historia litúrgica hubo dos motivos para la creación de los coros altos:
- la separación en las comunidades cristianas entre clérigos y laicos;
- la distinción entre iglesia universal e iglesia de convento.

Desde el coro alto se recitaban textos litúrgicos, en su caso cantados por solistas o coros.
Desde el siglo X, con la costumbre del drama de Pascua, que se celebraba durante la Semana Santa, así como la creciente popularidad de los misterios teatralizados, se relacionó al coro alto cada vez más con la dramaturgia. Las aperturas a la derecha y a la izquierda simbolizaban la puerta al cielo y al infierno, respectivamente. El coro hacía las veces de los coros angélicos del Paraíso.
Tras la Reforma Protestante y la reforma litúrgica católica del Concilio de Trento, el coro alto perdió su función. El altar principal o mayor de una iglesia, que anteriormente solía encontrarse en el lado frontal del ábside, y el "altar de la cruz" del coro alto para los laicos se fusionaron. El nuevo altar mayor ganó en valor por la presencia constante del Cuerpo de Cristo en la sacristía, del mismo modo también el sacramentarium, antecesor del sagrario, perdió su importancia en la liturgia. Los coros altos pasaron a carecer de uso y se retiraron. De los numerosas esculturas, sobre todo de los coros altos góticos, solo se preservan algunos restos en los museos.
En Francia la mayor parte de los coros altos desaparecieron durante las revueltas de las guerras de religión. Muchas iglesias fueron destruidas y sus elementos decorativos y materiales de construcción se reutilizaron para otros propósitos.

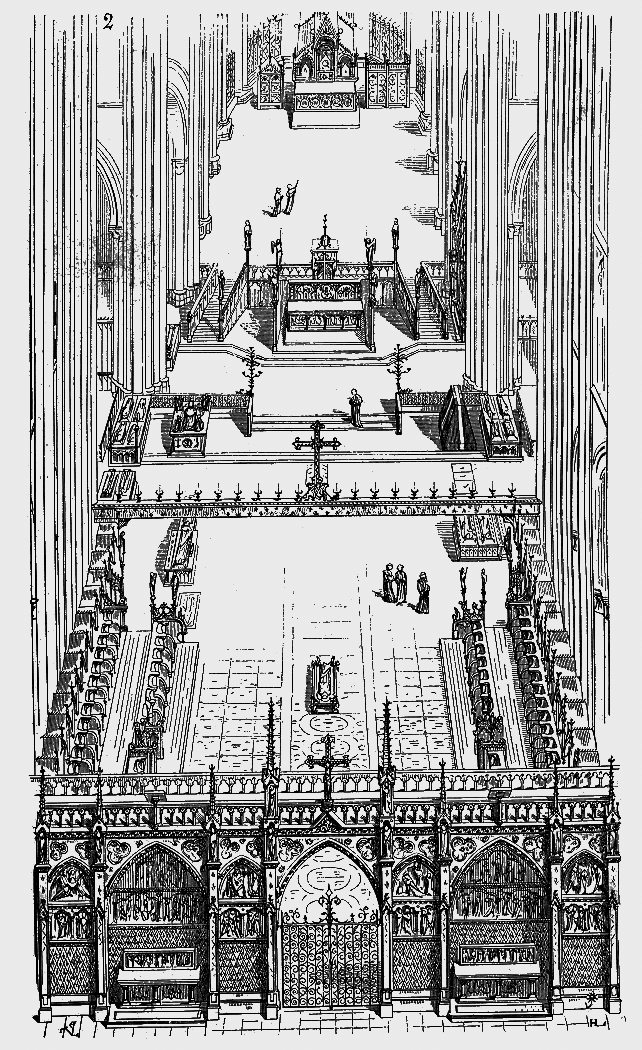
Coro de Viollet-le-Duc en la abadía de Saint Denis en París con coro alto, sillería del coro y altar alto.
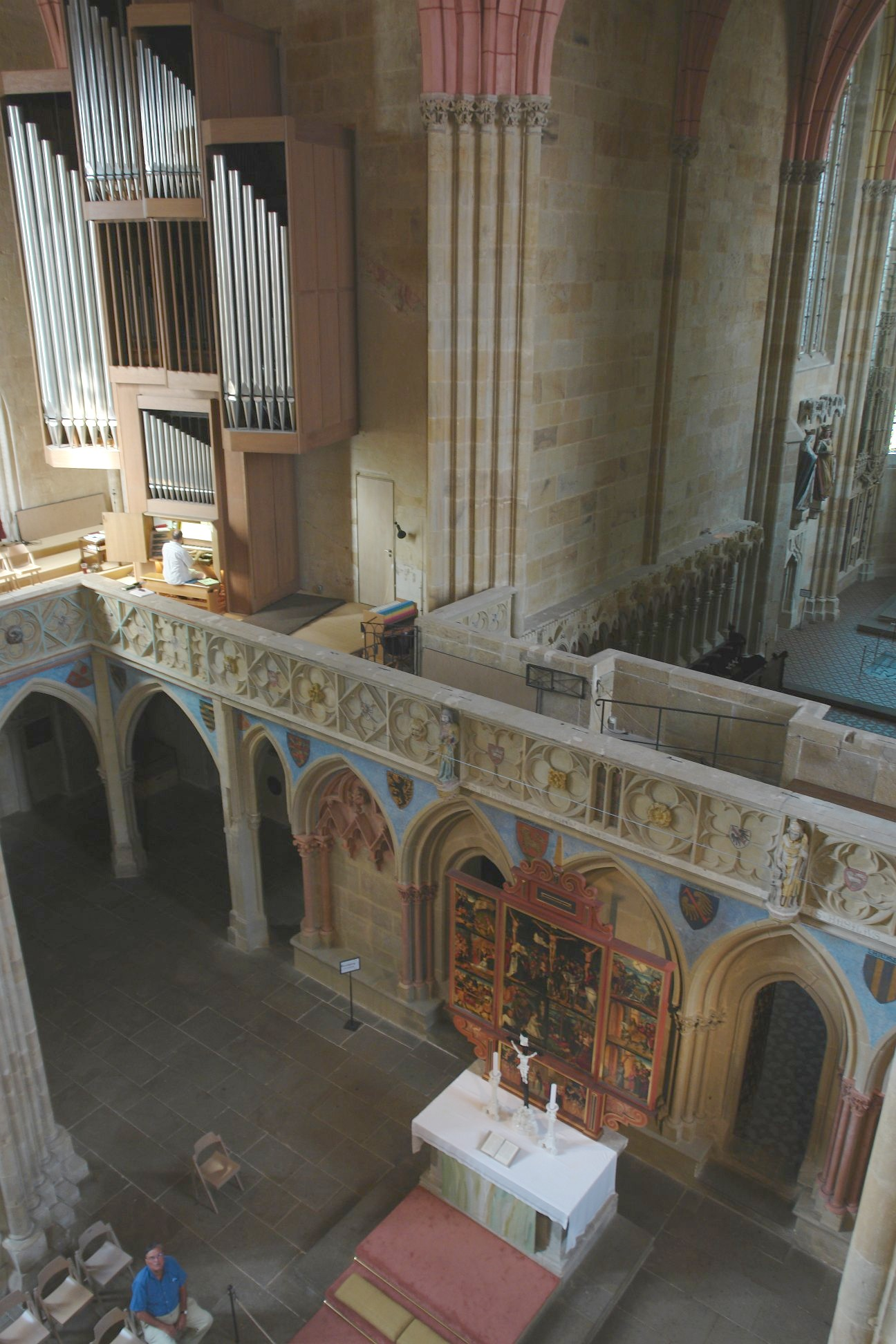
Vista de pájaro del coro alto de la Catedral de Meissen, precedido por el altar de la cruz.
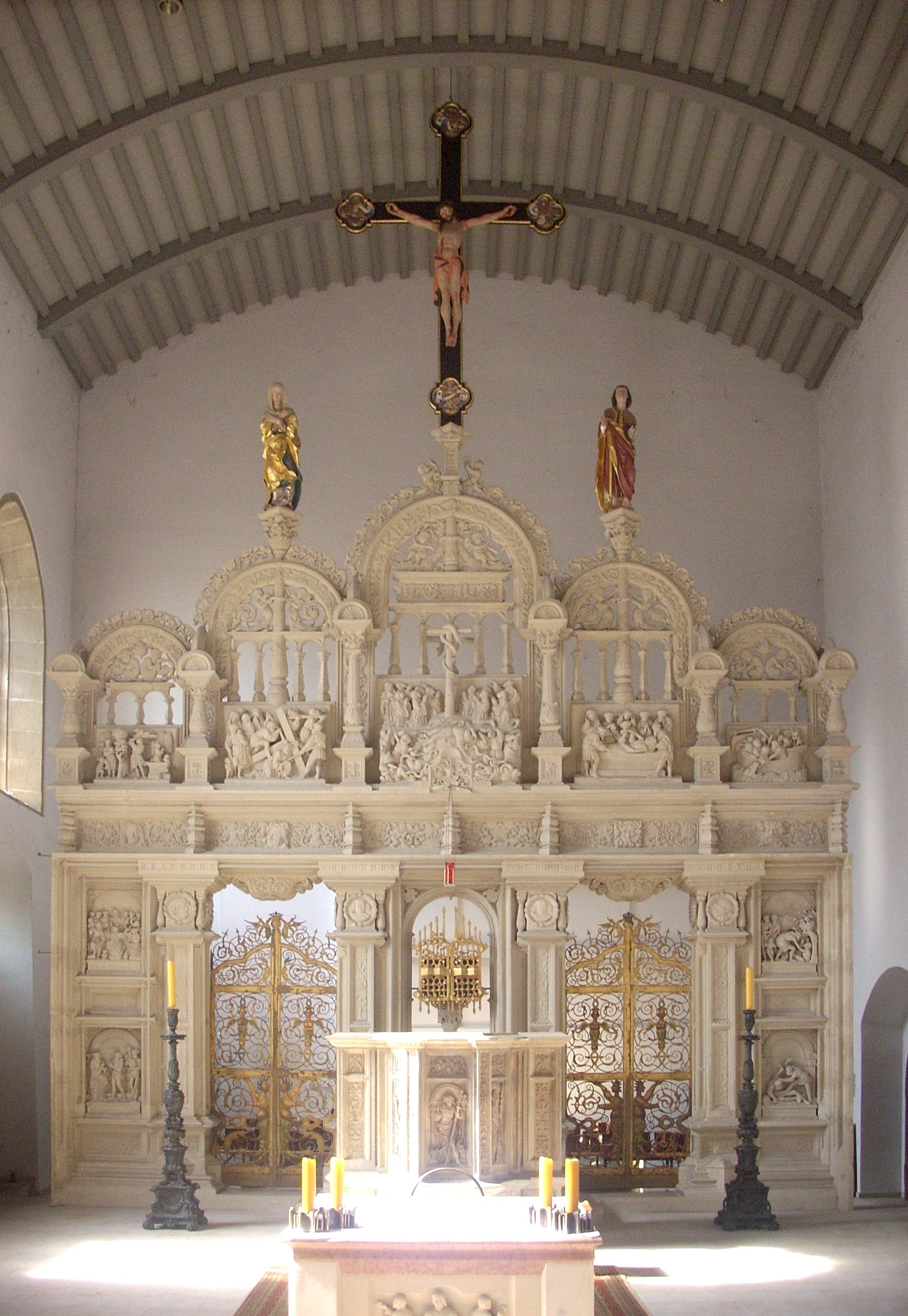
Coro alto renacentista en Hildesheim.
Situación del coro alto dentro de la iglesia.

## Iconostasio
En iglesias de rito bizantino se encuentra como elemento central el iconostasio. No debe confundirse con el coro alto del cristianismo occidental, aunque ambas son evolución del mueble coral paleocristiano. La función del iconostasio es separar la zona de los fieles del altar y servir de soporte a los iconos.